# Parafia Matki Bożej Częstochowskiej w Knurowie
Parafia Matki Bożej Częstochowskiej – rzymskokatolicka parafia znajdująca się w Knurowie. Została utworzona 3 listopada 1982 roku. Mieści się przy ulicy Kapelanów Wojskowych.

## Ważniejsze daty z historii parafii
- 26 V 1979 – Urząd Wojewódzki w Katowicach wydaje zezwolenie na budowę kościoła.
- 3 V 1980 – Naczelnik Miasta wydaje decyzję zatwierdzającą plan realizacji budowy kościoła wraz z plebanią i zapleczem.
- 21 XI 1980 – Naczelnik Miasta wydaje zezwolenie na rozpoczęcie budowy.
- I 1981 – Poświęcenie placu budowy. Postawienie drewnianego krzyża na placu przykościelnym.
- 3 XI 1982 – Wydanie dekretu biskupiego o powołaniu w Knurowie parafii pod wezwaniem Matki Bożej Częstochowskiej.
- 23 III 1983 – Poświęcenie krypty (tzw. dolnego kościoła) przez biskupa Herberta Bednorza.
- 21 X 1984 – Wmurowanie kamienia węgielnego i aktu erekcyjnego w mury kościoła.
- 29 XI 1986 – Poświęcenie kościoła przez biskupa Damiana Zimonia.
- 1987 – Pierwsze misje parafialne.
- 1994 – Wykonanie nowych ławek.
- 20 XI 1995 – Poświęcenie dzwonów.
- 24 XI 1996 – Obchody X rocznicy poświęcenia kościoła.
- 6 IV 1997 – Święcenia diakonatu 15 alumnów Wyższego Śląskiego Seminarium Duchownego w Katowicach.
- 3-4 X 1997 – Peregrynacja kopii Cudownego Obrazu Matki Bożej Częstochowskiej.
- 1998 – Tynkowanie kościoła.
- 1999 – Malowanie wnętrza kościoła, stacje Drogi Krzyżowej.
- 11 XI 2003 – Poświęcenie nowego ołtarza i ambony przez biskupa Stefana Cichego.
- 30 XI 2003 – Transmisja Mszy św. „barbórkowej” pod przewodnictwem arcybiskupa Damiana Zimonia w TV Polonia.
- 29 VIII 2004 – Poświęcenie chrzcielnicy i miejsca przewodniczenia przez biskupa Stefana Cichego.
- X 2015 – Zakup i montaż nowych organów piszczałkowych.

## Duszpasterze

### Proboszczowie
- ks. Jerzy Kolon (1982–1993)
- ks. Jan Buchta (1993–2015)
- ks. Krzysztof Tabath (od 2015)

### Wikariusze
- ks. Bronisław Byrtek (1980–1982); budowniczy kościoła
- ks. Franciszek Balion (1982–1987)
- ks. Rafał Korbel (1983–1986)
- ks. Józef Szklorz (1983–1987)
- ks. Józef Sinka (maj–sierpień 1983)
- ks. Grzegorz Gwóźdź (1984–1987)
- ks. Edward Kopka (1986–1989)
- ks. Adam Grobelny (1987–1989)
- ks. Bronisław Czaplicki (1987–1988)
- ks. Antoni Bubalik (1987–1992)
- ks. Stefan Kalisz (1988–1994)
- ks. Zbigniew Stalmach (1989–1992)
- ks. Janusz Plewnia (październik–listopad 1989)
- ks. Eugeniusz Kurpas (październik 1989–styczeń 1990)
- ks. Tadeusz Serwotka (1990–1993)
- ks. Marek Zientek (1992–1996)
- ks. Bogumił Mazurczyk (1992–1995)
- ks. Krzysztof Grudniok (1993–1996)
- ks. Adam Wijata (1993–1996)
- ks. Leon Kraiński (1994–1997)
- ks. Tadeusz Wciórka (1995–1998)
- ks. Dariusz Gadomski (1996–1998)
- ks. Grzegorz Wita (1997–1999)
- ks. Roman Kiwadowicz (1998–2001)
- ks. Andrzej Podoluk (1998–2001)
- ks. Michał Chlubek (1999–2001)
- ks. Witold Tatarczyk (1999–2003)
- ks. Eugeniusz Paruzel (2001–2005)
- ks. Piotr Rożyk (2001–2003)
- ks. Marcin Piasecki (2001–2006)
- ks. Krzysztof Kępka (2003–2006)
- ks. Stefan Gruszka (senior, od 2003 do śmierci w 2014 r.)
- ks. Jacek Kotisz (2006–2007)
- ks. Szczepan Wilczek (2005–2008)
- ks. Stanisław Musioł (2003–2008)
- ks. Andrzej Filuś (2006–2009)
- ks. Krzysztof Kuszka (2007–2010)
- ks. Marek Antosz (2008–2011)
- ks. Michał Kałuziak (2008–2011)
- ks. Andrzej Ledwin (2009–2012)
- ks. Krzysztof Jarczyk (2010–2013)
- ks. Jan Boradyn (2011–2014)
- ks. Krzysztof Stala (2011–2014)
- ks. Artur Stefański (2012–2014)
- ks. dr Piotr Larysz (2013–2021); rezydent
- ks. Adam Żemła (2014–2016)
- ks. Dariusz Trzaskalik (2014–2016)
- ks. Wojciech Sajda (2014–2017)
- ks. Mateusz Klimek (2016–2018)
- ks. Czesław Tomaszek (2016–2021)
- ks. Patryk Dąbrowski (2017–2022)
- ks. Maciej Niesporek (2018–2021)
- ks. Roman Grabowski (senior, od 2019 do 2020r.); obecnie mieszkający w Katowicach, sprawuje posługę w parafii w okresie odwiedzin kolędowych lub okresu wakacyjnego
- ks. Szymon Kos (od 2021)
- ks. Mateusz Pałyz (od 2021)
- ks. Grzegorz Margalski (od 2022)